# Boxeuropameisterschaften 1971
Die 19. Herren-Boxeuropameisterschaften der Amateure wurden vom 11. bis 19. Juni 1971 in der spanischen Hauptstadt Madrid ausgetragen. Es nahmen 194 Kämpfer aus 27 Nationen teil.
Es wurden Medaillen in elf Gewichtsklassen vergeben. Die Sowjetunion und Ungarn errangen jeweils drei Titel, Polen zwei und die DDR, Jugoslawien und Spanien jeweils einen.

## Ergebnisse
| Klasse             | Gold                               | Silber                         | Bronze                                              |
| Halbfliegengewicht | György Gedó Ungarn                 | Aurel Mihai Rumänien           | José Escudero Spanien Roman Rożek Polen             |
| Fliegengewicht     | Juan Francisco Rodríguez Spanien   | Leszek Błażyński Polen         | Neil McLaughlin Irland Constantin Gruiescu Rumänien |
| Bantamgewicht      | Tibor Badari Ungarn                | Aleksandr Melnikov Sowjetunion | Aurel Dumitrescu Rumänien Michael Dowling Irland    |
| Federgewicht       | Ryszard Tomczyk Polen              | András Botos Ungarn            | Gabriel Pometcu Rumänien Brendan McCarthy Irland    |
| Leichtgewicht      | Jan Szczepański Polen              | Antoniu Vasile Rumänien        | László Orbán Ungarn Nikolai Chromow Sowjetunion     |
| Halbweltergewicht  | Ulrich Beyer DDR                   | Calistrat Cuțov Rumänien       | Michael Kingwell England Erik Sivebæk Dänemark      |
| Weltergewicht      | János Kajdi Ungarn                 | Manfred Wolke DDR              | Celal Sandal Türkei Damiano Lassandro Italien       |
| Halbmittelgewicht  | Waleri Tregubow Sowjetunion        | Svetomir Belić Jugoslawien     | Wiesław Rudkowski Polen Ion Győrfi Rumänien         |
| Mittelgewicht      | Juozas Juocevičius Sowjetunion     | Alec Năstac Rumänien           | Hans-Joachim Brauske DDR Reima Virtanen Finnland    |
| Halbschwergewicht  | Mate Parlov Jugoslawien            | Ottomar Sachse DDR             | Horst Stump Rumänien Ralf Jensen Dänemark           |
| Schwergewicht      | Wladimir Tschernyschow Sowjetunion | Peter Hussing Deutschland      | Ludwik Denderys Polen Les Stevens England           |

## Medaillenspiegel
| Rang | Land                            | Gold | Silber | Bronze | Gesamt |
| ---- | ------------------------------- | ---- | ------ | ------ | ------ |
| 01   | Ungarn                          | 3    | 1      | 1      | 5      |
| 01   | Sowjetunion                     | 3    | 1      | 1      | 5      |
| 03   | Polen                           | 2    | 1      | 3      | 6      |
| 04   | Deutsche Demokratische Republik | 1    | 2      | 1      | 4      |
| 05   | Jugoslawien                     | 1    | 1      | 0      | 2      |
| 06   | Spanien                         | 1    | 0      | 1      | 2      |
| 07   | Rumänien                        | 0    | 4      | 5      | 9      |
| 08   | Deutschland                     | 0    | 1      | 0      | 1      |
| 09   | Irland                          | 0    | 0      | 3      | 3      |
| 010  | Dänemark                        | 0    | 0      | 2      | 2      |
| 010  | England                         | 0    | 0      | 2      | 2      |
| 012  | Italien                         | 0    | 0      | 1      | 1      |
| 012  | Finnland                        | 0    | 0      | 1      | 1      |
| 012  | Türkei                          | 0    | 0      | 1      | 1      |
|      | Gesamt                          | 11   | 11     | 22     | 44     |